# 河野俊郎
河野 俊郎（こうの としろう）は、日本の国土交通技官。調布市副市長や、調布市土地開発公社理事長、千葉市都市局長、中国地方整備局副局長を務めた。

## 人物・経歴
大阪府大阪市都島区出身。東京工業大学（のちの東京科学大学）土木工学科卒業後、1984年建設省入省。国土交通省都市・地域整備局大都市圏整備課企画専門官、千葉県都市部副技監、国際協力事業団専門家（インドネシア派遣）、JR西日本建設工事部次長等を経て、2007年から調布市副市長を務め、調布市土地開発公社理事長も兼務し、まちづくりにあたった。
2010年首都高速道路計画・環境部 計画調整グループ総括マネジャー。2012年からは国土交通省都市局街路交通施設課整備室長として、総合的都市交通の推進などに携わった。
千葉市都市局長として、官民連携にあたり、民設民営制度の利用を進めたのち、2016年に国土交通省に戻り、都市局都市安全課長着任。2017年中国地方整備局副局長。2018年国土交通省大臣官房付、退官。同年オリエンタルコンサルタンツ執行役員。のち、常務役員事業企画統括担当。（技術士）。アーバンインフラ・テクノロジー推進会議第27回技術研究発表会優秀賞受賞。